# Gräf & Stift 40/45 HP
Der 40/45 HP war ein Automodell des österreichischen Herstellers Gräf & Stift. Fahrzeuge dieses Typs dienten als österreichische Staatskarosse.

## Das Auto

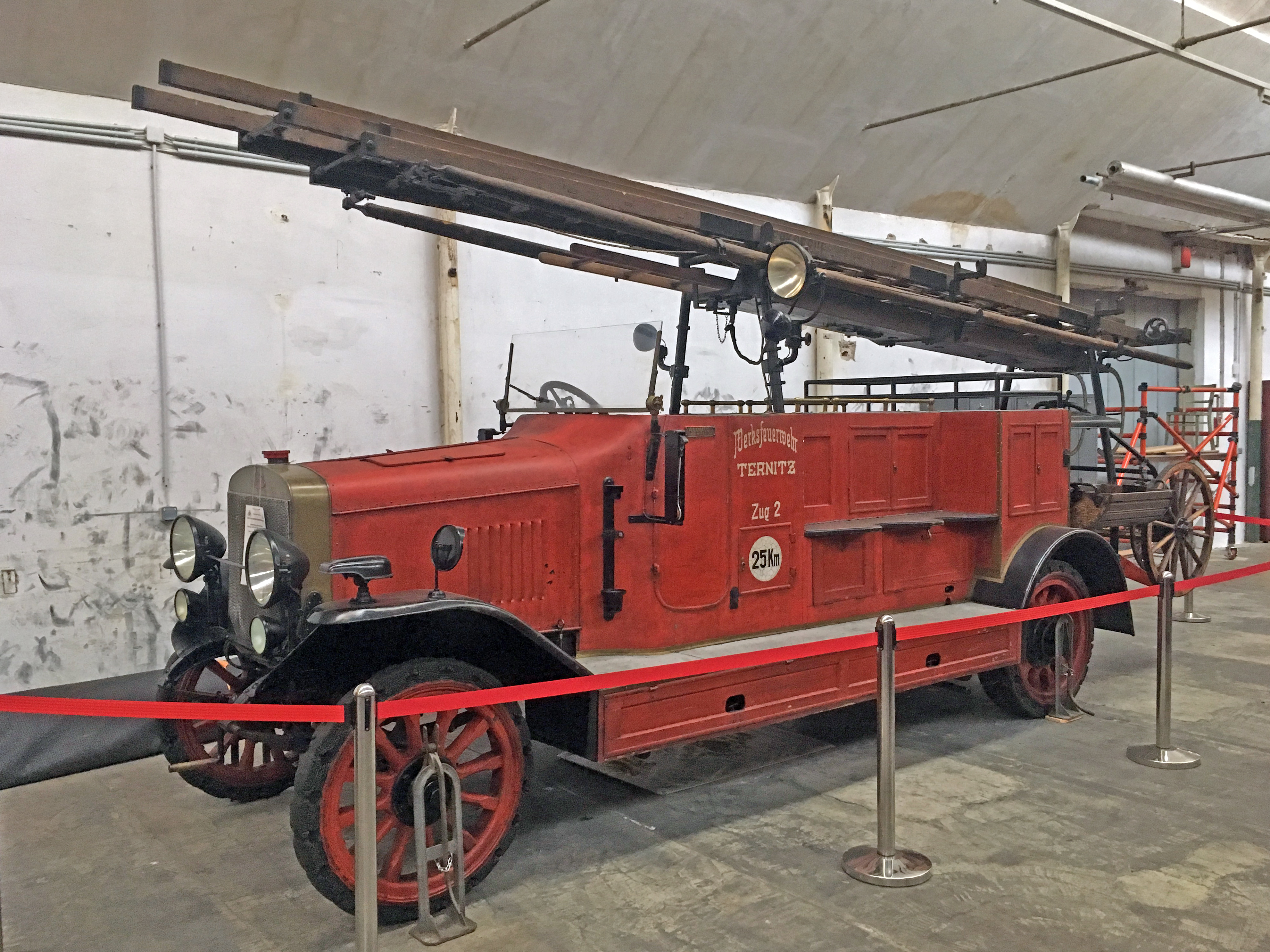
Ein 40/45 HP (1914) als Spritzenwagen im Stadtmuseum Traiskirchen

1910 brachte die Wiener Automobilfabrik vorm. Gräf & Stift ihr neuestes Modell 40/45 HP heraus, das bis 1918 gebaut wurde und zum damaligen Standard-Modell des Herstellers avancierte. Wie zu dieser Zeit üblich stellte das Unternehmen lediglich das fahrbereite Chassis her, dessen Aufbauten von freien Stellmachern gefertigt wurden. So gab es neben Personenwagen auch Omnibusse, Lastkraftwagen und sogar Feuerwehrfahrzeuge.
Angetrieben wurden die Fahrzeuge von massiv konstruierten Vierzylinder-Reihenmotoren mit Seitensteuerung und zwei Zylinderblöcken, die bei 125 mm Bohrung und 150 mm Hub und Hubräumen von 4 bis 7,6 Litern bei 3000/min ungefähr 40 bis 45 PS leisteten – daher auch die Typenbezeichnung.
Zu den Nutzern dieser Type zählten neben dem Kaiser auch Erzherzog Karl Stephan sowie Georg Prinz zu Braunschweig-Lüneburg.

### Kaiserliche Leibwagen
Im September 1912 erhielt Kaiser Franz Joseph I., der in seinen späteren Jahren die Vorzüge des Automobils erkannt hatte, einen 40/45 HP mit geschlossener Karosserie von Anton Czerny als „Leibwagen“ für seinen persönlichen Gebrauch. Der Monarch wurde vorher in einem Mercedes chauffiert, äußerte jedoch den Wunsch nach einem österreichischen Automobil. Der für den Kaiser bestimmte Wagen erreichte eine Geschwindigkeit von 80 bis 85 km/h, ein Tempo, das der Kaiser laut der damaligen Presse „wohl niemals auszunützen vermag“. Als technische Besonderheit hatte dieser 40/45 HP neben einer luxuriösen Ausstattung bereits abblendbare Scheinwerfer.

Vermutlich war ein zweiter, in der Karosserie leicht anders gestalteter Gräf & Stift „Leibwagen“ ebenfalls ein 40/45 HP, das .

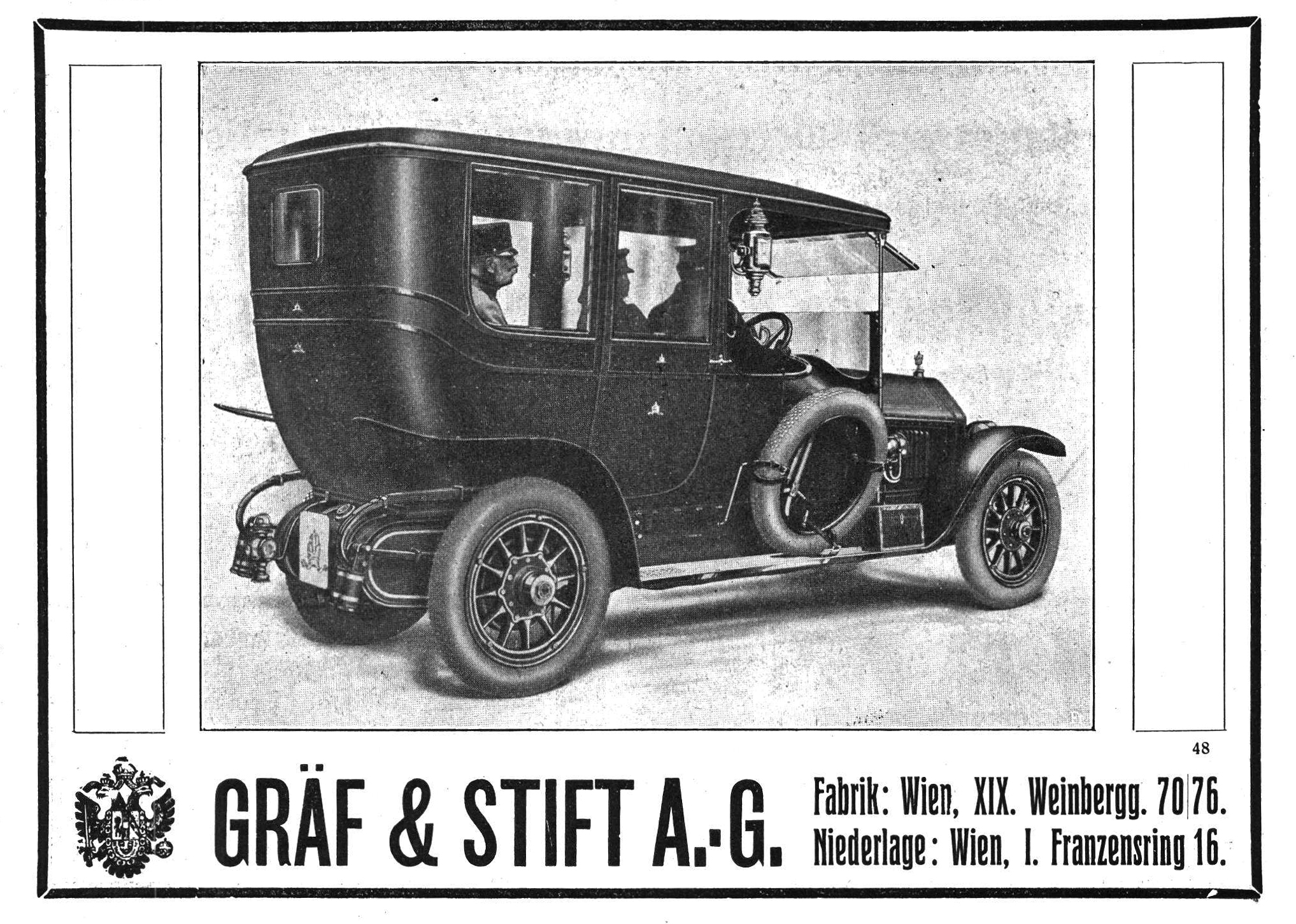
Werbeanzeige mit dem 40/45 HP Leibwagen und dem Kaiser
- Ein zweiter Gräf & Stift 40/45 HP Leibwagen
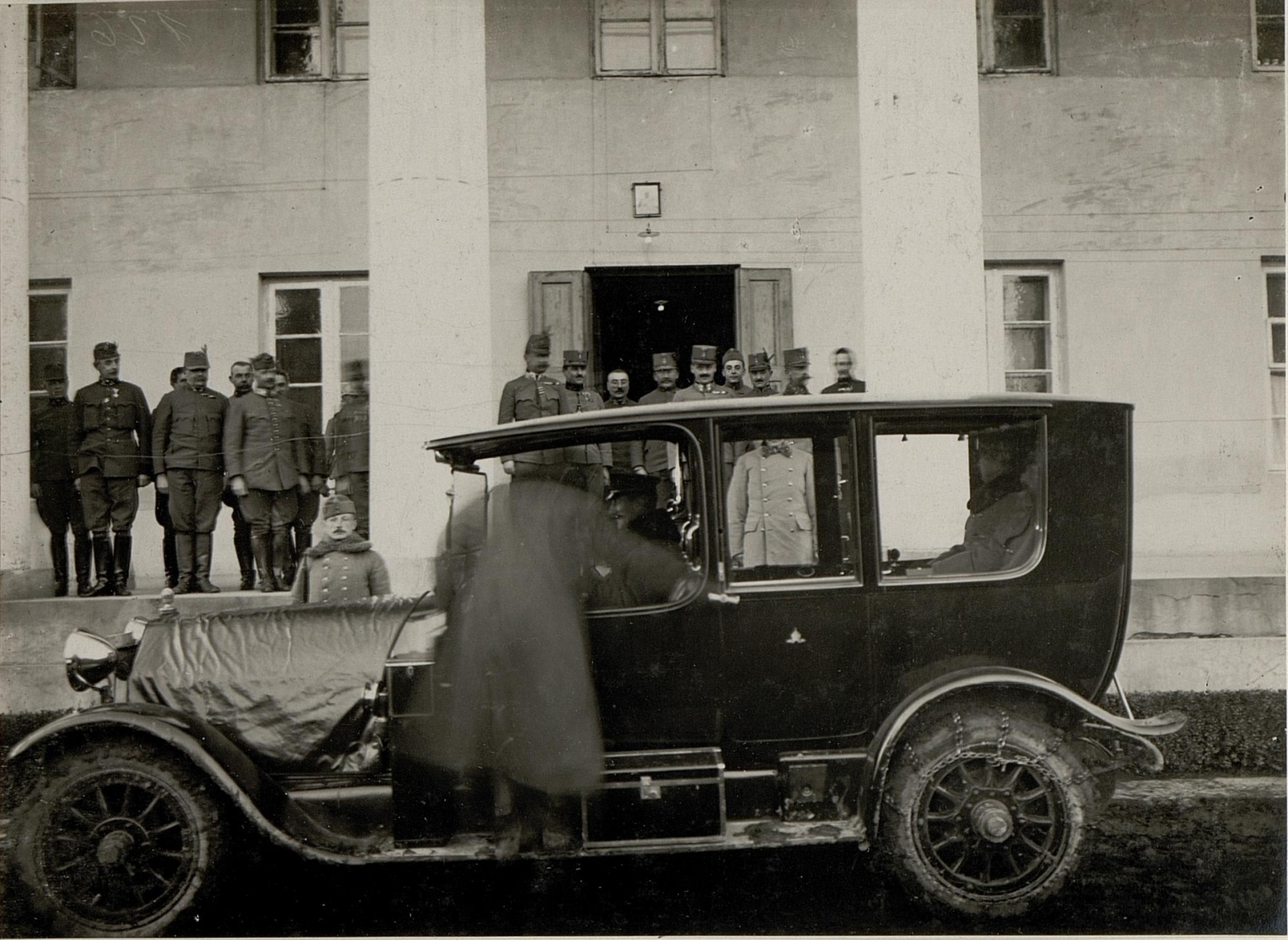
Im Gebrauch von Erzherzog Karl (1916)

#### Der Gräf & Stift „Kaiserwagen“
Dieses heute als „Kaiserwagen“ bekannte Fahrzeug mit der Chassisnummer 193 wurde im August 1914 an das kaiserliche Oberstallmeisteramt für den „allerhöchsten Gebrauch“ (= Benützung durch den Monarchen) abgeliefert. Versehen war der mit einem 45 PS starken 7,6-Liter-Vierzylindermotor ausgestattete Wagen mit einer offenen Tourenwagen-Karosserie von S. Armbruster. Kaiser Franz Joseph I. nutzte das für ihn angeschaffte Auto jedoch nicht mehr, da er Schloss Schönbrunn kaum mehr verließ und zudem über ausreichend „Leibautomobile“ verfügte. Erst sein Nachfolger Kaiser Karl I. nutzte den für steile Gebirgsstraßen geeigneten und bis zu 90 km/h schnellen Wagen als „Militärauto“ für Truppenbesuche, u. a. an der Front in Südtirol. Die ursprünglich grüne Farbe wich für diesen Einsatz dem militärischen Feldgrau.
Das Fahrzeug ging mit dem letzten Kaiser ins Exil in die Schweiz und verblieb anschließend dort; es soll vom Bruder des zur Bewachung des Ex-Kaisers abgestellten Polizeibeamten noch bis in die 1930er Jahre gefahren worden sein. Danach geriet das Fahrzeug in Vergessenheit und tauchte erst 1974 auf einer Auktion von Christie’s wieder auf. Dort erwarb es die ÖAF-Gräf & Stift AG und holte das geschichtsträchtige Auto wieder nach Österreich.

Das in den Jahren 1996 bis 1998 originalgetreu restaurierte und fahrbereite Automobil steht heute in der Wagenburg von Schloss Schönbrunn.

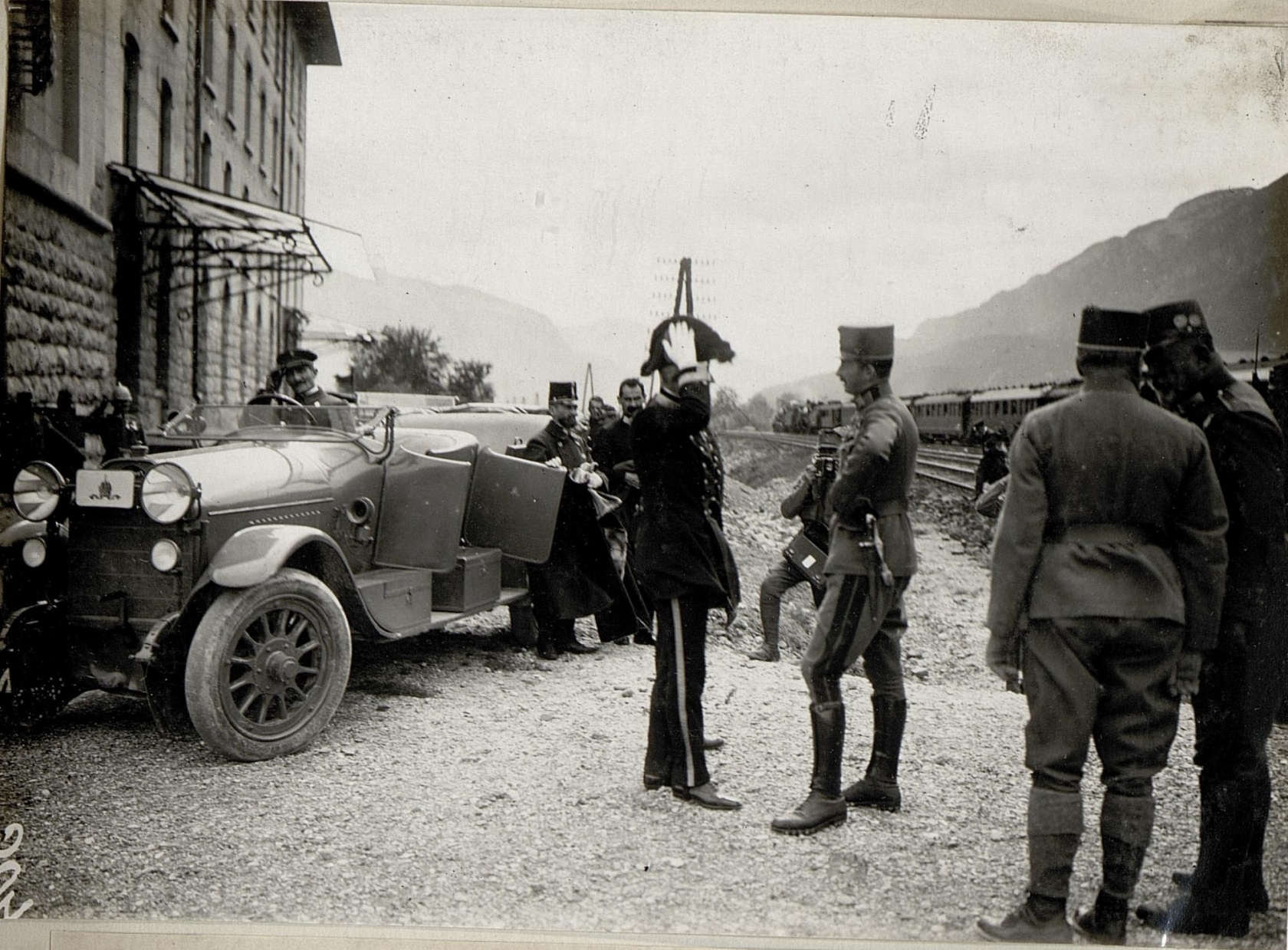
Kaiser Karl wird am Bahnhof Trient erwartet (September 1917)
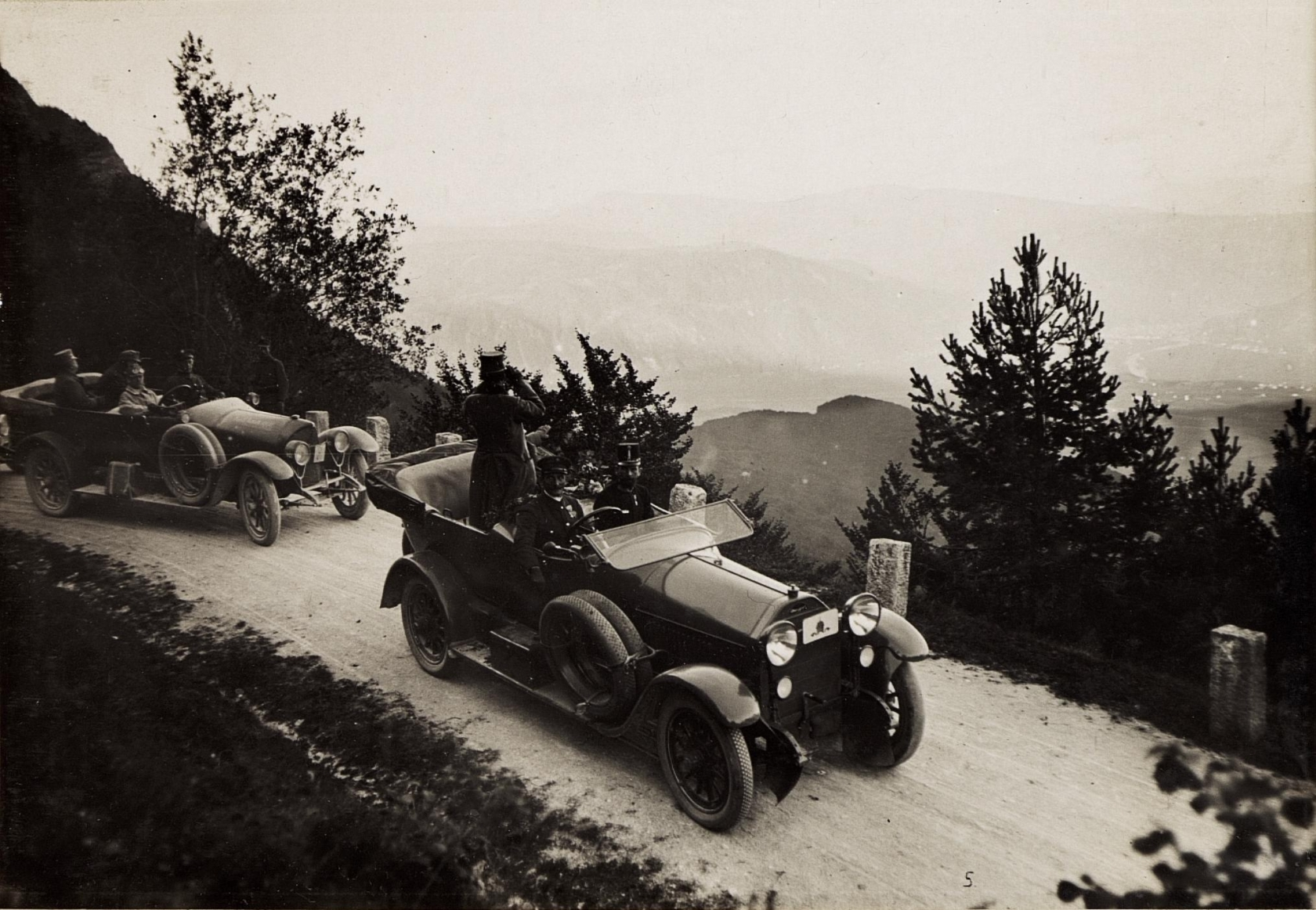
Karl beobachtet vom Militärauto aus Kampfhandlungen (1917)
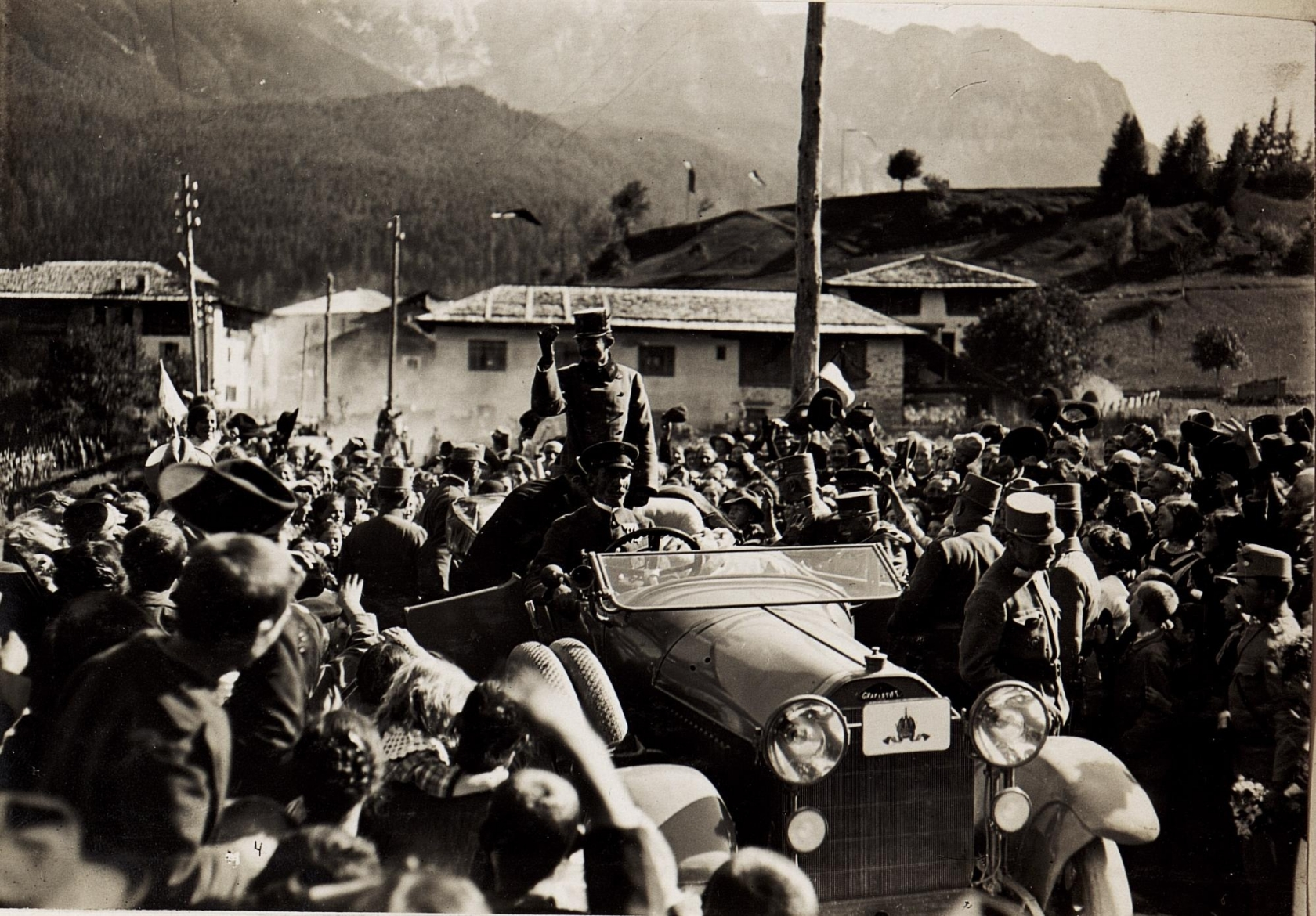
Huldigung für den Kaiser (1917)
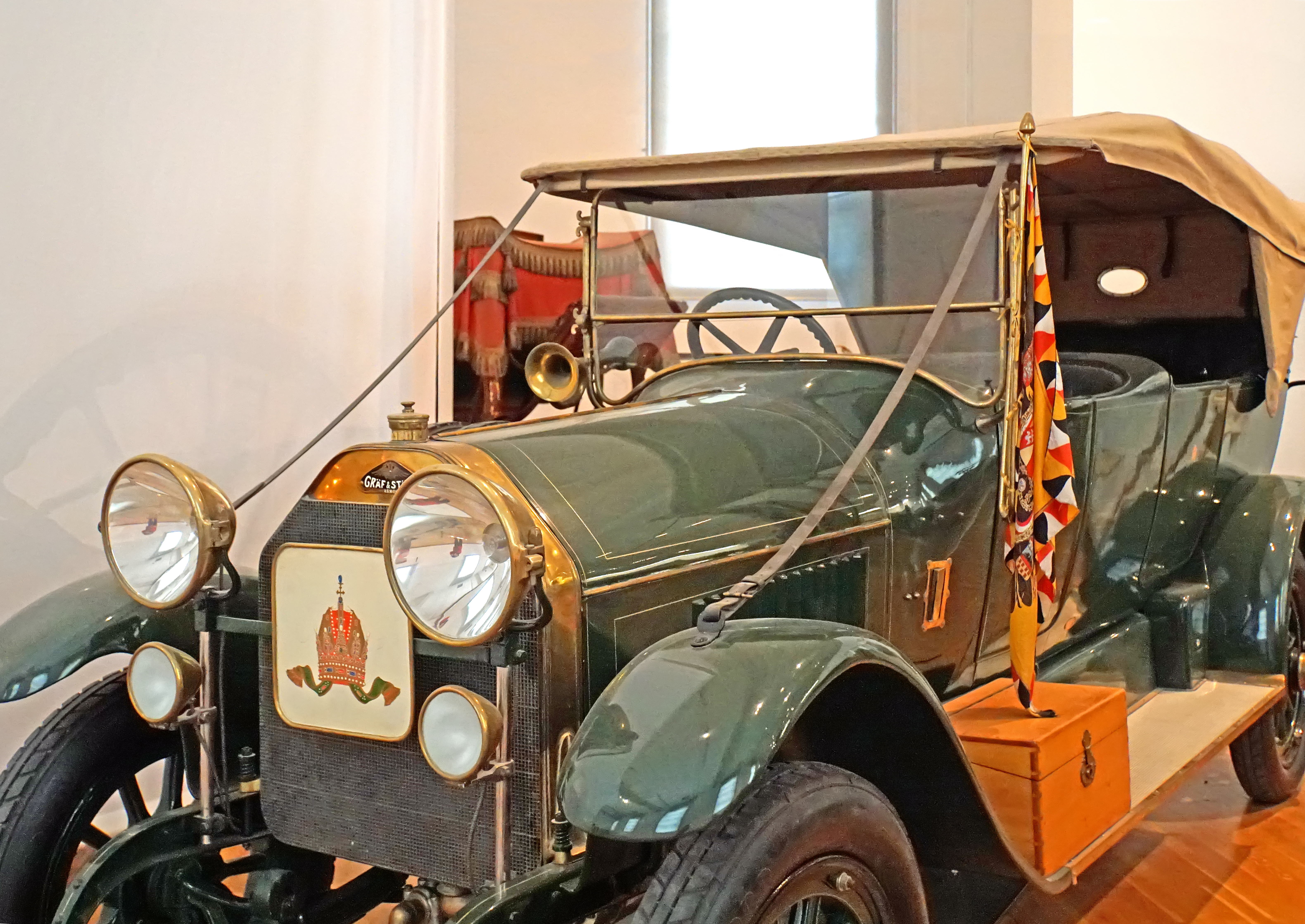
Das restaurierte Fahrzeug in der Wagenburg
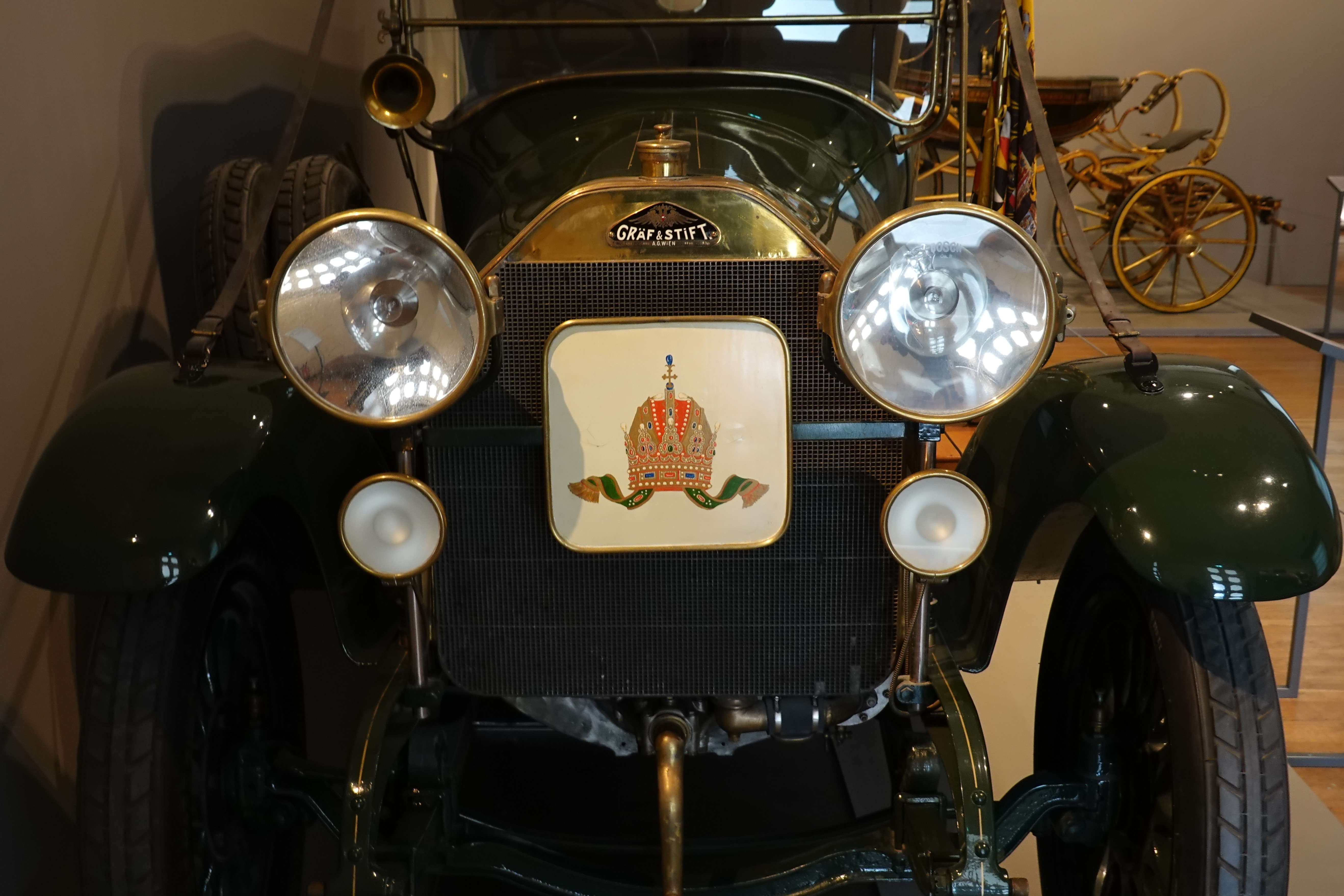
Front mit kaiserlichem Kennzeichen